# Rejon krasniński (obwód lipiecki)
Rejon krasniński (ros. Краснинский район) – jednostka administracyjna w Rosji, w północno-zachodniej części obwodu lipieckiego.
Centrum administracyjnym rejonu jest sieło Krasnoje.

## Geografia
Powierzchnia rejonu wynosi 933,24 km².
Główne rzeki: Don, Krasiwaja Miecza, Bystraja Sosna i Siemieniok.
Znajduje się tu rezerwat florystyczny „Pluszczań” – jedno z uroczysk parku narodowego Galiczia Gora.

## Demografia
W 2006 roku rejon liczył 14 700 mieszkańców, zamieszkałych w 87 miejscowościach.

## Miejscowości rejonu
- wieś Rotmanowo

## Transport
- drogowe linie komunikacyjne rejonu liczą 307,6 km, w tym 183,4 o nawierzchni asfaltowo-betonowej
- linia kolejowa na terytorium rejonu ma 42,5 km z czynną stacją kolejową - Łutoszkino